# Villa Rustica (Montcaret)

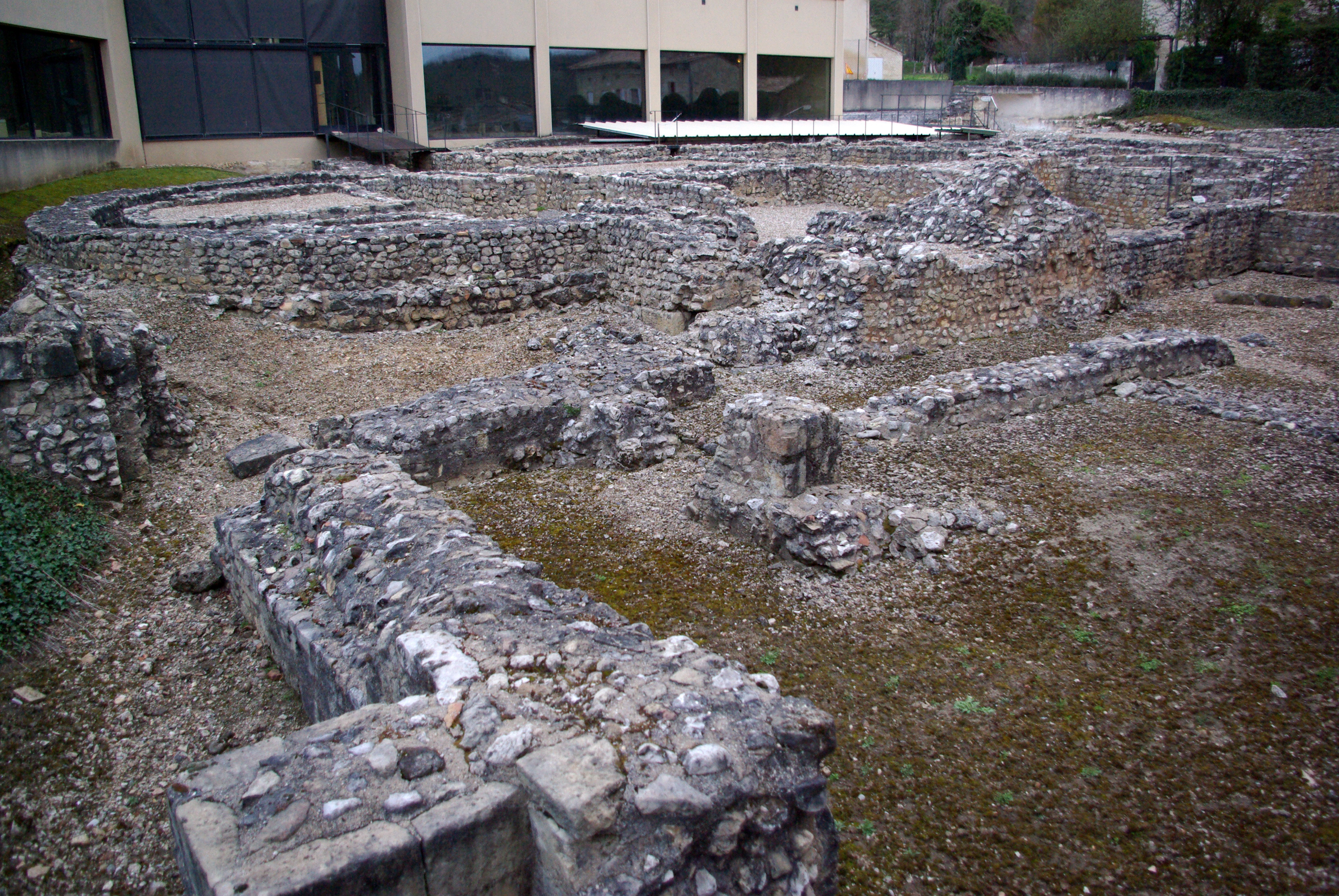
Ruinen der Villa

Bei der Villa Rustica von Montcaret handelt es sich um die Reste eines römischen Landgutes in dem Ort Montcaret im Département Dordogne in Frankreich.
Bei der Errichtung eines Waschhauses kamen im Jahr 1827 Mauern und ein Mosaik zu Tage. Weitere Reste wurden in den folgenden Jahren gefunden. Erste systematische Ausgrabungen fanden vor allem im Jahr 1939 statt. Weitere Untersuchungen gab es zwischen 1947 und 1951 sowie vereinzelt in den folgenden Jahren.
Da die Reste der Villa sich innerhalb des modernen Dorfes befinden, konnten nur Teile ausgegraben werden. Mitten in den Ruinen steht eine mittelalterliche Kirche. Die Villa wurde im ersten Jahrhundert errichtet. Die erhaltenen Reste gruppieren sich um einen Hof. Bemerkenswert ist eine große Halle im Westen der Anlage. Sie hat eine Apsis und war beheizbar. Westlich davon schließt sich eine kleinere, kreuzförmige Halle an, die wiederum zwei Apsiden aufweist und mit einem Mosaik ausgestattet war. Im Osten befand sich ein ebenfalls zum Teil mit Mosaiken dekoriertes Bad. Beide Säle und das Bad entstanden im vierten Jahrhundert. Die Villa war einst reich ausgestattet. Es fanden sich Reste von Statuen. In der mittelalterlichen Kirche vor Ort sind fünf antike Kapitelle verbaut, die mit hoher Wahrscheinlichkeit aus der Villa stammen. Die Wände der Villa waren bemalt und teilweise mit Marmor verkleidet. Insgesamt wurden sieben Mosaike entdeckt, die meist geometrische Muster zeigen. Ein Mosaik aus dem Bad besteht aus sechzehn Quadraten, in denen Meerestiere abgebildet sind. Teile der Villa können heute besichtigt werden.